# Волшебная лавка
«Волше́бная ла́вка» (фр. La Boutique Fantasque) — одноактный балет в 3-х картинах в постановке Л. Ф. Мясина на музыку Дж. Россини в оркестровке О. Респиги, либретто балетмейстера, сценография А. Дерена. Впервые представлен 5 июля 1919 года труппой Русский балет Дягилева в театре Альгамбра, Лондон.

## История
Работа над постановкой началась в Испании в 1918 году, когда Западная Европа воодушевлённо встретила окончание Первой мировой войны. На создание «Волшебной лавки» и следующего за ней балета «Треуголка» Мясина вдохновил Дягилев. Балетмейстер предполагал в воспоминаниях, что Дягилев заимствовал идею из старого немецкого балета «Фея кукол».
Согласно воспоминаниям С. Л. Григорьева, сначала предполагалось, что сценографией будет заниматься Л. С. Бакст. «Но затем Дягилев изменил намерение и заказал оформление Андре Дерену, на что Бакст, естественно, обиделся, и это привело к их ссоре с Дягилевым». Из мемуаров Мясина следует, что Дягилеву не понравились эскизы Бакста и он просил Мясина привлечь к работе Дерена. «Когда Дерен приехал в Лондон со своими эскизами к «Волшебной лавке», Дягилев понял, что он предпринял первую попытку перенести чистую живопись в балет». Иными словами, Григорьев держал сторону Бакста и без одобрения отзывался о декорации Дерена; Дягилев и Мясин решили идти в ногу со временем и восхваляли работу Дерена.
Тему детских игрушек Мясин продолжил в балете «Детские игры» (1932), в котором два Духа на ночное время предоставляют игрушкам возможность жить своей таинственной жизнью.

## Сюжет

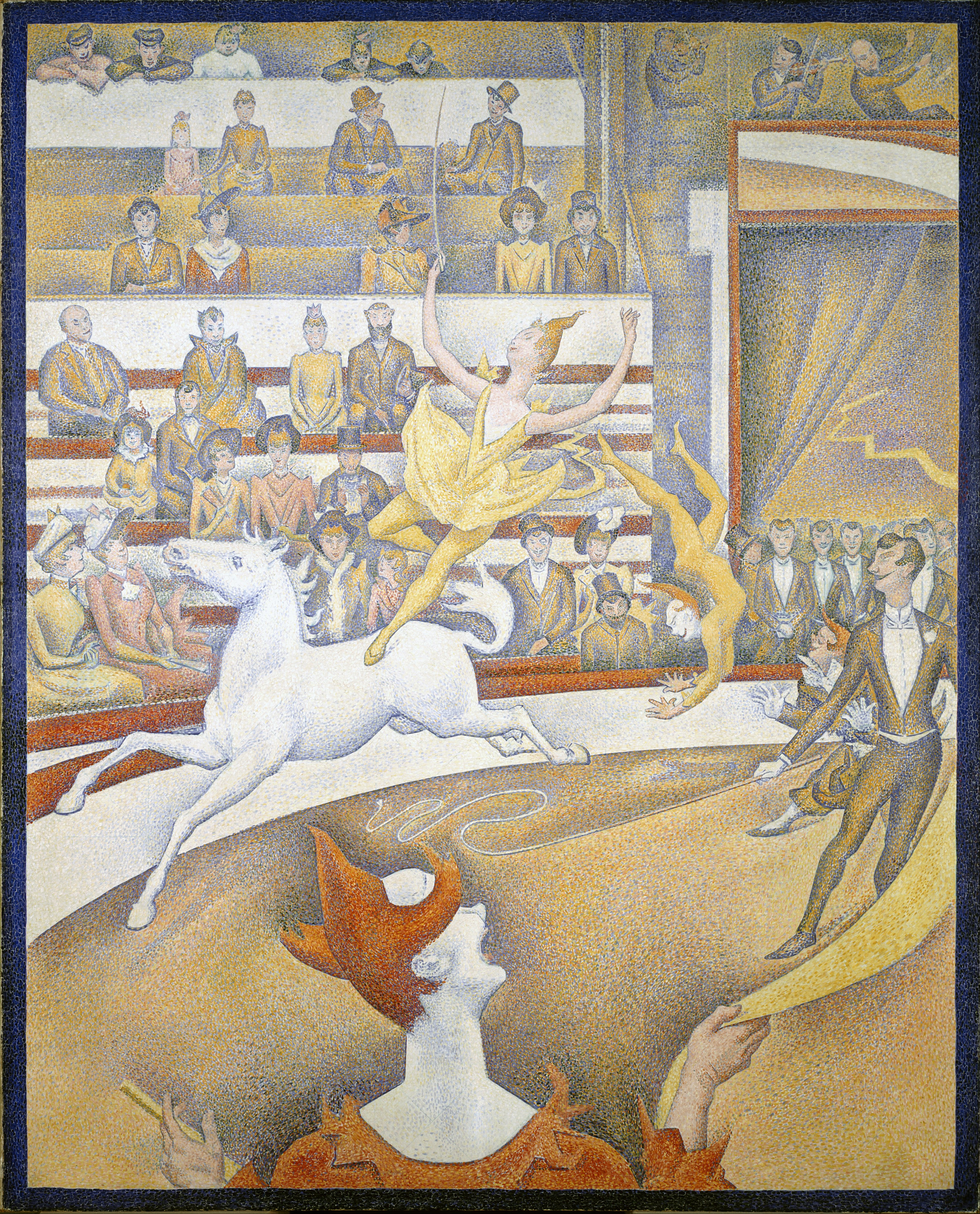
Сёра. «Цирк».

Действие происходит в Неаполе 1860 года, где внимание покупателей привлекает удивительная лавка механических игрушек. В магазин проникает воришка, пытаясь украсть платья кукол, но, будучи пойманным разъярённым хозяином, спасается бегством. Лавка наполняется покупателями: старыми девами-англичанками, семьёй состоятельных американцев, русской купеческой четой. Американцы требуют показать самые лучшие заводные куклы, которые исполняют тарантеллу. Затем два Карточных короля и две Карточных дамы танцуют мазурку. После чего помощник хозяина вывозит Сноба (пародия на английского денди) и Продавца дынь. Далее русские и американские дети отыскивают 5 Казаков с Девушкой, которые танцуют Казачий танец. За ним следует танец двух Пуделей. Лучшие игрушки исполняют канкан под «Каприччио Оффенбаха» (образ взят балетмейстером с картины Сёра «Цирк»). Выбрав для себя понравившиеся куклы и договорившись о доставке, покупатели расходятся. В конце дня Хозяин закрывает лавку. В наступившей тишине под звуки медленного вальса куклы выходят на свободу, затем исполняют галоп.
В финале с наступлением утра покупатели обнаруживают, что все их покупки исчезли. На самом деле куклы прячутся, не желая покидать магазин, но, решив дать отпор покупателям, нападают на них: Казаки угрожают ружьями, Пудели кусают, Игральные карты пускают в ход руки. Опешившие покупатели спасаются бегством, а куклы окружают Хозяина лавки для исполнения заключительного танца.

## Части музыки
При сочинении Увертюры Респиги использовал малоизвестные сочинения Россини «Сибирский танец» и «Славянский марш» (Siberian Dance, Slav March), в номере Канкан доминирует настроение «Каприччио Оффенбаха» (Capriccio Offenbachique), в одной из частей — Les Riens. Музыка для балета Респиги «Волшебная лавка» состоит из 8 частей длительностью 40 минут:
- I. Увертюра (Overture)
- II. Тарантелла (Tarantella)
- III. Мазурка (Mazurka)
- IV. Казачий танец (Danse Cosaque)
- V. Канкан (Can-Can)
- VI. Вальс (Valse Lente)
- VII. Ноктюрн (Nocturne)
- VIII. Галоп (Galop)

## Премьера
- 1919 — 5 июля первое представление балета «Волшебная лавка» в одном акте и трёх картинах. Музыка Дж. Россини в оркестровке и аранжировке О. Респиги, сценарий и хореография Л. Мясина, оформление А. Дерена, дирижёр Анри Дефосе[фр.], режиссёр С. Григорьев. Театр Альгамбра, Лондон[2][10].

Основные действующие лица и исполнители:
- Хозяин лавки — Энрико Чекетти[11]
- Русский купец — Сергей Григорьев
- Жена Русского купца — Джузеппина Чекетти

Танцы кукол
- Тарантелла — Лидия Соколова и Леон Войциховский[12]
- Дама треф — Любовь Чернышёва
- Сноб — Станислав Идзиковский[12]
- Продавец дынь — Костецкий[12]
- Казачий атаман — Николай Зверев[англ.][12]
- Возлюбленная Казачьего атамана — Истомина[12]
- Пудель-девочка — Вера Кларк (Вера Савина)[8]
- Пудель-мальчик — Николай Кремнёв[8]
- Канкан — Лидия Лопухова и Леонид Мясин[13]

В Русском сезоне 1919 года балет исполнялся 40 раз, затем закрепился в репертуаре Русского балета Дягилева и исполнялся до конца существования труппы.
Русский балет Монте-Карло
- 1929, 20 апреля — Баланчин и труппа Русский балет Монте-Карло представили балет в хореографии Мясина в театре Монте-Карло, Монте-Карло[16]

## Оценки
Лондонская премьера «Волшебная лавка» обрела огромный успех. Пресса публиковала восторженные рецензии. Е. Я. Суриц цитировала отзыв Сидни Кэррол из «Санди Таймс» от 26 июня 1919 года: «„Волшебная лавка“ всколыхнула в моей душе поток ощущений, столь мощных, что я еле выдерживаю их напор. Я снова ощутил себя ребёнком. В балете воскресли все радости детства, счастливые часы, проведённые с игрушками, картинки на стенах детской, наброски в альбоме моей тёти, дух игры и шалостей».